# Lý Thành (xã)
Lý Thành là một xã thuộc huyện Yên Thành, tỉnh Nghệ An, Việt Nam.
Xã Lý Thành có diện tích 7,94 km², dân số năm 1999 là 3.479 người, mật độ dân số đạt 438 người/km².

## Đình Trụ Thạch
Đình Trụ Thạch thờ Cao Các, vị tướng nhà Đinh có công giúp Đinh Bộ Lĩnh đánh giặc, phối thờ thần Cao Sơn, Bạch Y công chúa. Di tích gồm 2 nhà, bố cục kiến trúc kiểu "chuôi vồ", theo trình tự từ ngoài vào di tích gồm có: cổng, sân, bái đình, hậu cung.
Cao Các sinh ngày 6/1/938 ở làng Châu Ái, làng Cao Xá, huyện Thọ Xuân, con ông Cao Trạch và bà Lê Thị Điểm. Từ nhỏ, Cao Các đã học giỏi, thông minh tài trí hơn người. Lớn lên, ông bỏ làng đi tìm minh chúa. Đinh Bộ Lĩnh thấy ông có tư chất thông minh, nên phong cho ông làm Giám Nghị đại phu, giao cho 5 vạn binh lính phò giúp Đinh Bộ Lĩnh dẹp loạn 12 sứ quân. Cao Các đã cùng các tướng sỹ lần lượt đánh bại và thu phục các sứ quân. Đinh Bộ Lĩnh lại về quê Hoa Lư xây dựng kinh đô, xưng Đại Thắng Minh Hoàng Đế. Ông ban cho Cao Các thực ấp ở huyện An Ninh, lo khuyến khích nghề nông, làm việc nghĩa, luyện tập võ nghệ phòng khi nước nhà có biến cố, giúp triều đình bảo vệ quê hương và đánh giặc cứu nước. Khi chúa Chiêm Thành là Xạ Đẩu đem quân uy hiếp Đại Cồ Việt, vua Đinh triệu Cao Các về triều, giao cho 5 vạn binh lính, ấn kiếm đi đánh giặc. Cao Các cầm quân xông pha nhiều trận, quân Chiêm đại bại phải trốn về nước. Sau trận đại thắng, vua Đinh thưởng công Cao Các rất hậu, muốn lưu ông lại triều đình nhưng Cao Các xin về sống ở An Ninh. Ông lâm bệnh mất đột ngột, tin báo về triều đình nhà Đinh thương tiếc cho lập miếu thờ. Đến thời vua Lý Thái Tổ, thấy đền miếu thiêng, biết ông là trung thần nhà Đinh bèn phong tặng Mỹ Tự Đại Vương. Các triều vua về sau phong sắc cho Ngài là Thượng Thượng đẳng tối linh Tôn thần. Các triều đại phong kiến Việt Nam đã ban nhiều sắc phong, hiện tại đền vẵn còn lưu giữ 11 sắc phong do vua triều Lê và triều Nguyễn ban cho thần chủ của đền.